# Lepthyphantes spasskyi
Lepthyphantes spasskyi är en spindelart som beskrevs av Andrei V. Tanasevitch 1986. Lepthyphantes spasskyi ingår i släktet Lepthyphantes och familjen täckvävarspindlar. Inga underarter finns listade i Catalogue of Life.